# Acid valproic
Acidul valproic (sub formă de valproat sau valproat de sodiu) este un acid gras derivat de acid valerianic, și este utilizat ca agent antiepileptic. Căile de administrare disponibile sunt intravenoasă și orală.
Medicamentul a fost sintetizat în 1881 și a fost aprobată pentru uz medical în anul 1962. Se află pe lista medicamentelor esențiale ale Organizației Mondiale a Sănătății. Este disponibil sub formă de medicament generic.

## Utilizări medicale
Acidul valproic este utilizat ca medicament anticonvulsivant, în tratamentul epilepsiei, în monoterapie sau în asociere cu alt tratament antiepileptic:
- convulsii generalizate clonice, tonice, tonico-clonice, absențe, convulsii mioclonice, atonice și sindromul Lennox-Gastaut
- convulsii parțiale cu sau fără generalizare secundară

Mai este utilizat în tratamentul episoadelor maniacale acute din tulburarea bipolară și în profilaxia migrenelor.
În schizofrenie, studiile au evidențiat faptul că asocierea dintre valproat și antipsihotice nu aduce foarte multe beneficii, ci poate induce reacții adverse suplimentare (sedare, amețeală) mai frecvente.

## Contraindicații
Este absolut contraindicat femeilor însărcinate, deoarece produce defecte de creștere ale fătului și malformații congenitale.  Valproatul cauzează malformații congenitale severe la făt dacă este administrat mamei în timpul sarcinii, fapt pentru care nu este indicat. În cazul în care se decide administrarea, dozele trebuie semnificativ reduse.

## Mecanism de acțiune
Mecanismul de acțiune al valproatului nu este în întregime cunoscut. Mecanismele propuse includ creșterea nivelelor de GABA, blocarea canalelor de sodiu și inhibarea histon-deactilazelor.